# Apoštolští nunciové v Praze za doby Rudolfa II.
V roce 1583 císař Rudolf II. přesídlil natrvalo do Prahy a s ním přicestoval nejen celý jeho dvůr, ale i vyslanci předních katolických mocností. Mezi nejvýznamnější (a také nejvlivnější) patřili apoštolští nunciové, neboť Praha se v té době stala jedním z center evropské protireformace.

## Seznam nunciů v Praze u dvora Rudolfa II.
1. Giovanni Francesco Bonhomini (1581–1584)
2. Germanico Malaspina (1584–1586)
3. Filippo Sega (1586–1587)
4. Antonio Puteo (1587–1589)
5. Alfonso Visconti (1589–1591)
6. Camillo Caetani (1591–1592)
7. Cesare Speciano (1592–1597)
8. Filippo Spinelli (1598–1603)
9. Giovanni Stefano Ferreri (1604–1607)
10. Antonio Caetani (1607–1610)
11. Giovanni Battista Salvago (1610–1612)